# 다니엘라 페스토바
다니엘라 페스토바(Daniela Pestova, 1970년 10월 14일 ~ )는 체코의 모델이다.